# مدرسه علمیه
مدرسه علمیه مربوط به دوره صفوی - دوره قاجار است و در شهرستان گناباد، خیابان ناصرخسرو، کوچه مسجد جامع واقع شده و این اثر در تاریخ ۵ آذر ۱۳۸۰ با شمارهٔ ثبت ۴۵۰۰ به‌عنوان یکی از آثار ملی ایران به ثبت رسیده است.